# 46568 Stevenlee
46568 Stevenlee este o planetă minoră (asteroid), cu un diametru de 2,111 km, din centura de asteroizi. A fost descoperită pe 30 septembrie 1991 la Observatorul Siding Spring de Robert H. McNaught. 
Obiectul prezintă o orbită caracterizată de o semiaxă mare de 1,962976488875 UAi, o excentricitate de 0,1, o înclinație de 19,1 ° în raport cu ecliptica.